# Pistolet-mitrailleur OVP
Pour les articles homonymes, voir OVP.
Le pistolet-mitrailleur OVP (PM OVP) est produit en Italie en 1918 par la société Officine di Villar Perosa (OVP). C'est une arme relativement encombrante, mais toutefois assez précise. Sa grande cadence de tir permettait de fournir un feu nourri au besoin. Il était cependant assez coûteux à produire.